# Thomas Brüsemeister
Thomas Brüsemeister (* 1962) ist ein deutscher Soziologe.

## Leben
Brüsemeister erwarb das Diplom 1992 der Sozialwissenschaften an der Ruhr-Universität Bochum. Von 1992 bis 1994 war er Mitarbeiter im Forschungsprojekt der Deutschen Forschungsgemeinschaft "Wandel der Lebenswelt einer Mittelstadt im gesellschaftlichen Umbruch der DDR". Kooperationsprojekt von Ulfert Herlyn, Fred Staufenbiel, Lothar Bertels. 1997 war er wissenschaftlicher Mitarbeiter im Lehrgebiet Uwe Schimank, Soziologie II/ Handeln und Strukturen, an der FernUniversität in Hagen. Nach der Promotion 1998 bei Friedhelm Guttandin und Uwe Schimank in Hagen war er von 1999 bis 2005 wissenschaftlicher Assistent im Lehrgebiet Uwe Schimank, Soziologie II/ Handeln und Strukturen, an der FernUniversität in Hagen. Nach der Habilitationsschrift Schulische Inklusion und neue Governance. Zur Sicht der Lehrkräfte. Abschluss des Verfahrens 2004. Begutachtung der Habilitationsschrift durch Uwe Schimank, Heinz Abels, Jürgen Oelkers. Venia legendi für Soziologie, verliehen vom Fachbereich Kultur- und Sozialwissenschaften der FernUniversität in Hagen lehrte er im Sommersemester 2004 und Wintersemester 2007/2008 als Gastprofessor an der Universität Linz, am Department of Education and Psychology, bei Herbert Altrichter. Im Juni 2005 wurde er Privatdozent an der FernUniversität in Hagen, Fachbereich Kultur- und Sozialwissenschaften und hatte Lehraufträge an den Universitäten Gießen (bei Jochen Wissinger); Dortmund (bei Wilfried Bos); FernUniversität Hagen (bei Wieland Jäger). Seit 1. September 2008 lehrt er als Professor für Soziologie mit Schwerpunkt Sozialisation und Bildung, am Institut für Soziologie an der Justus-Liebig-Universität Gießen.

## Schriften (Auswahl)
- Bildungssoziologie. Einführung in Perspektiven und Probleme. Wiesbaden 2008, ISBN 978-3-531-15193-9.
- Soziologie in pädagogischen Kontexten. Handeln und Akteure. Wiesbaden 2013, ISBN 3-531-18441-5.
- Schulische Inklusion und neue Governance. Zur Sicht der Lehrkräfte. Münster 2017, ISBN 3-96163-056-9.
- Mikrosoziologie. Biografie – Leiden – Lernen. Münster 2017, ISBN 3-96163-055-0.